# عبدالله حسن عسیری
عبدالله حسن عسیری (۱۹۸۶–۲۷ اوت ۲۰۰۹)، شبه‌نظامی اهل عربستان سعودی و عضو القاعده بود. نام او انتساب وی به استان عسیر عربستان سعودی را نشان می‌دهد. او در ماه اوت سال ۲۰۰۹ هنگامی که برای ترور شاهزاده محمد بن نایف آل سعود، معاون وزیر کشور عربستان سعودی در آن زمان، در یک حمله انتحاری تلاش می‌کرد، درگذشت. محمد بن نایف در این حادثه زخمی شد و پس از آن تا ولیعهدی عربستان سعودی پیشرفت نمود، اما در ۳۱ خرداد ۱۳۹۶، ولایت عهدی و سایر مناصب سلطنتی عربستان سعودی را با حکم سلمان بن عبدالعزیز آل سعود (پادشاه عربستان) از دست داد و محمد بن سلمان آل سعود جایگزین او شد. همچنین عبدالعزیز بن سعود بن نایف به عنوان وزیر کشور جایگزین او شد.

## پیش زمینه
عبدالله توسط برادر بزرگترش ابراهیم حسن عسیری به استخدام القاعده درآمد؛ و هر دو برادر در سال ۲۰۰۷ م به یمن سفر کردند.
او اولین بار در ۳ فوریه ۲۰۰۹ زمانی به شهرت رسید که نام وی در فهرست مهم‌ترین مظنونان تروریستی عربستان سعودی اعلام گردید و پس از آن در ۲۷ اوت ۲۰۰۹ برای تلاش برای ترور شاهزاده محمد بن نایف معاون وزیر کشور عربستان سعودی، که بن نایف فقط کمی در این بمب‌گذاری مجروح گردید. در این حمله، حسن عسیری نیم کیلوگرم مواد منفجره را داخل مقعد و راست‌روده خود جاسازی کرده بود که کارشناسان امنیتی آن را یک روش نوآورانه توصیف کرده‌اند.عسیری از دستگاه فلزیاب عبور کرده بود و طی ۲۴ ساعت قبل از حمله تحت نظارت محافظان محمد بن نایف باقی‌مانده بود.
چند روز پیش از حمله، عسیری با نایف صحبت کرد و اعلام نمود که تمایل دارد عضو برنامه " بازگردان تروریست‌ها " شود که عربستان سعودی شروع نموده بود و دو نفر توافق کردند تا ملاقات کنند.
در ۲۷ اوت ۲۰۰۹ م. عسیری در صف ملاقات‌کنندگان نایف برای ماه رمضان، احتمالاً از راه زنگ زدن با تلفن همراه، ماده منفجره‌ای را که در مقعد داشت منفجر نمود که باعث کشته شدن خودش شد اما تنها به صورت سطحی نایف را زخمی‌کرد؛ شاید به این خاطر که بدن خود عسیری جلوی موج انفجار را گرفته بود.
تنها مورد شناخته شده‌استفاده از مواد انفجاری در مقعد، همین حمله عسیری بوده است که (به انگلیسی: Body Cavity Bomb (BCB)) بمب حفره بدنی  نامیده می‌شود.